# Sinagoga Ohel Leah
La Sinagoga Ohel Leah (en mandarí: 猶太教莉亞堂) (en hebreu: בית הכנסת אוהל לאה) és un temple jueu a la ciutat de Hong Kong, Xina. Aquest temple ha format part de la vida social i religiosa de la comunitat jueva hongkonesa des de fa més d'un segle. La història de la comunitat jueva de Hong Kong es remunta als anys 1850, i aquesta comunitat és formada per famílies procedents de diversos països. Al principi la comunitat era principalment formada per persones sefardites, i la sinagoga es trobava sota l'autoritat de la congregació espanyola i portuguesa de Londres. Tanmateix, al segle xxi els seus membres provenen de diferents països de la diàspora jueva.
La contribució de tres germans de la influent família de comerciants indis Sassoon va ser important en la creació del principal centre jueu de Hong Kong. La sinagoga porta el nom de la seva mare, Ohel Leah. Els germans Jacob, Edward, i Meyer Sassoon, van comprar el terreny sobre el qual es va construir la sinagoga l'any 1902. L'edifici és d'estil jueu oriental, consta de dos pisos i d'un balcó al pis de dalt, destinat a les dones. L'any 1998 va ser sotmès a un programa de restauració que va ser premiat per la UNESCO, i avui dia està protegit com a edifici històric de grau I. Tot i ser una sinagoga ortodoxa, Ohel Leah comparteix les seves instal·lacions amb la United Jewish Congregation of Hong Kong, en un lloc que està al costat del Jewish Community Centre, un indret de trobada per a les activitats socials i culturals dels membres de la comunitat jueva hongkonesa.